# Distrito de Huachón
El distrito de Huachón es uno de los trece que conforman la  provincia peruana de Pasco situada en la parte suroccidental del departamento homónimo.
Desde el punto de vista eclesiástico de la Iglesia católica forma parte de la diócesis de Tarma, sufragánea de la arquidiócesis de Huancayo.

## Historia
Fue creado por Ley N.º 4859 del 27 de diciembre de 1923, durante el gobierno del presidente Augusto B. Leguía.

## Geografía
Este distrito cuenta con una gran diversidad de pisos ecológicos, pues parte de su territorio de 471,68 kilómetros cuadrados de superficie está formada por sierra y otra parte por selva.  El distrito se encuentra ubicado a una altitud de 3.400 m.s.n.m. 
Está a 82 km de  Cerro de Pasco y por la ruta a Ninacaca que conecta con la carretera afirmada que llega a Huachón. Se caracteriza por ser un distrito eminentemente agrícola y ganadero, sobresaliendo en el cultivo de la papa.  La población en el 2003 fue de 4.508 habitantes; según la Encuesta de Infraestructura distrital del año 1999, cuenta con un total de 18 centros educativos,  2 campos deportivos y 2 piscinas.  En los ríos y lagunas de esta zona se produce la cría de trucha. Su principal atractivo turístico es el nevado Huaguruncho.

## Población
Tiene una población aproximada de 5 511 habitantes.

## Autoridades

### Municipales
- 2023 - 2026 Alcalde: PAREDES CORTEZ Giancarlo
- 2015 - 2018[2]
  - Alcalde: Vicente Víctor Alarcón Arrieta, del Partido Fuerza Popular (FP).
  - Regidores: Amadeo Cristóbal Quispe, Clara Atena Valdivia Cárdenas, Jhaydee Pilar Alejo älvarez, Fidencio Alania Briceño, Miguel Ängel Janampa Vásquez.[3]
- 2011 - 2014[4]
  - Alcalde: Víctor Raúl Flores Cóndor, del Partido Democrático Somos Perú (SP).
  - Regidores: Edgar Vides Arrieta Castañeda (SP), Nilton Donato Puente Yachachin (SP), Melissa Tolentino Carhuaricra (SP), Dina Gavilán Vargas (SP), Juan Lorenzo Carhuaricra Pomacino (Fuerza 2011).[3]
- 2007 - 2010
  - Alcalde: Teodoro Urbano Durán Flores.

### Policiales
- Comisario: PNP.

### Religiosas
- Diócesis de Tarma[5]
  - Obispo (2001-2014): Mons. Richard Daniel Alarcón Urrutia.